# Ōkato
Ōkato – miasto w Nowej Zelandii, na Wyspie Północnej, w regionie Taranaki.